# Arianna Lazzarini
Arianna Lazzarini (Monselice, 6 marzo 1976) è una politica italiana, deputata della Lega dal 2018.

## Biografia
Dal 2001 è responsabile organizzazione regionale della Lega Nord in Veneto. Consigliera comunale e assessore di Pozzonovo dal 2009 al 2014, è eletta sindaco dal 2017 e riconfermata nel 2022. È stata assessore della provincia di Padova dal 2009 al 2010 e consigliera regionale del Veneto dal 2010 al 2015.
Alle elezioni politiche del 4 marzo 2018 è stata eletta per la prima volta deputata della Lega di Salvini alla Camera dei deputati nella circoscrizione Veneto 2 nel collegio di Padova. Viene poi rieletta alle elezioni politiche del 2022 nel Collegio plurinominale Veneto 2-01.